# نووکالتایوو
نووکالتایوو (انگلیسی: Novokaltayevo) یک شهرک در شهرستان کویورگازینسکی جمهوری باشقیرستان در کشور روسیه است.